# ليف نيلسون
ليف نيلسون (بالسويدية: Leif Nilsson)‏ (10 يوليو 1963 بهالسنغلاند في السويد - ) هو لاعب كرة قدم سويدي في مركز الهجوم. لعب مع نادي يورغوردينس وGustavsbergs IF ‏ وHudiksvalls FF ‏ ونادي فاسالوندس.

## وصلات خارجية
- ليف نيلسون على موقع قاعدة بيانات كرة القدم.إي يو (الإنجليزية)